# 千葉県立柏井高等学校
千葉県立柏井高等学校（ちばけんりつ かしわいこうとうがっこう）は、千葉県千葉市花見川区柏井町にある公立高等学校。普通科と学科内専門コースとして国際コミュニケーションコースが設置されている。

## 概観
1981年に開校。学校の特色としては、女子バレーボール部が強豪で著名である。英語科が設置されていた（県内の公立高校では、他に匝瑳高等学校･安房高等学校に英語科が設置されていた）。

## 設置学科
- 全日制課程
  - 普通科(国際コミュニケーションコース設置)

## アクセス
八千代台駅より京成バス八千02系統を利用し、花見坂上停留所下車徒歩12分。登下校時間帯は柏井高校直通系統も存在する。なお、八千代台駅から徒歩20分弱、自転車では約10分程である。京成大和田駅からは徒歩20分弱、自転車では約10分程である。どちらの駅から見ても坂の上に位置している。

## 著名な出身者

### バレーボール
- 中元南
- 戸部真由香
- 工藤嶺
- 関菜々巳

### ミュージシャン
- 一条貫太（歌手）
- イマヤス（スキップカウズ）
- 沙田瑞紀 （ねごと）

### お笑い芸人
- カトゥー
- 中尾伸吾（ノンスモーキン）
- 坂口真弓（少年少女）※中退

### 漫画家
- 重野なおき（「Good Morning ティーチャー」の学校は本校がモデルとされている。)
- むっく

### その他
- 島田一輝（スポーツDEPO：アドバイザリースタッフ）